# Voljski
Voljski (en russe : Волжский) est une ville industrielle de l'oblast de Volgograd, en Russie. Sa population s'élevait à 315 220 habitants en 2024, ce qui en fait la deuxième ville de l'oblast.

## Géographie
Voljski est située sur la rive gauche de la Volga, à la confluence avec son défluent l'Akhtouba, à 20 km au nord-est de Volgograd.

## Histoire
Aucune population ne vivait sur le site de la ville jusqu'au XVIIIe siècle. Les premiers colons furent des fugitifs qui se donnaient le nom de bezrodnye (безродные : « sans amis ni parents ») et qui fondèrent un village du même nom. En 1720, Pierre le Grand ayant constaté l'abondance de mûriers dans la région, ordonna la création d'une soierie.
La ville fut construite par des détenus civils qui étaient récompensés par l'attribution de maisons ou d'appartements à la fin de leur peine de la même manière que la ville de Volgograd voisine fut reconstruite après 1945 par des prisonniers allemands. La ville a été édifiée dans un style moderne avec des cours d'immeubles permettant à ses habitants de se protéger des vents d'été chauds venus de la steppe.
L'agglomération de Voljski fut enregistrée pour la première fois en 1952 alors que sa population atteignait 10 000 habitants. En 1954 le bourg devint la ville de Voljski. Sa plus forte poussée démographique fut liée à la construction de la Centrale hydroélectrique de la Volga.

## Population
Recensements (*) ou estimations de la population
| 1959*  | 1970*   | 1979*   | 1989*   |
| ------ | ------- | ------- | ------- |
| 66 965 | 142 058 | 209 150 | 268 842 |

| 2002*   | 2010*   | 2012    | 2013    |
| ------- | ------- | ------- | ------- |
| 313 169 | 314 255 | 314 169 | 327 356 |

## Économie
Les principales entreprises implantées dans la ville sont :
- Volga GES : centrale hydroélectrique
- Voljski Troubny Zavod : tubes en acier ;
- Voljski Khimvolokno : fibres textiles ;
- la centrale thermique de Voljski TEC-2 ;
- Voljski Orgsintez : produits chimiques ;
- JSC Meteor
- Voljskrezinotekhnika : fabrication de résine ;
- Voljski Chinny Zavod : Pneumatiques ;
- Voljski Podchipnikovy Zavod : roulements ;
- Voljanine : Autobus

## Sport
- FK Energia Voljski, club de football fondé en 1954.

## Personnalité
- Yevgeny Sadovyi (1973) : nageur.
- Andrey Golubev (1987) : joueur de tennis.

## Villes jumelles
- Collegno, Italie
- Olomouc, République tchèque
- Shaker Heights, Ohio, États-Unis
- Cleveland Heights, Ohio, États-Unis
- Lianyungang, province du Jiangsu, Chine